# Trichomycterus latistriatus
Trichomycterus latistriatus es una especie de peces de la familia Trichomycteridae en el orden de los Siluriformes.

## Morfología
• Los machos pueden llegar alcanzar los 4,6 cm de longitud total.

## Distribución geográfica
Se encuentra en Colombia.